# Polhora
Polhora (szlovákul Oravská Polhora) község Szlovákiában, a Zsolnai kerületben, a Námesztói járásban.

## Fekvése
Námesztótól 15 km-re északra, az Árvai-Beszkidek völgyében, a Polhoravka-patak partján, a lengyel határ mellett fekszik. Ez Szlovákia legészakibb települése.

## Története
A falu a vlach jog alapján keletkezett a 16. század második felében, az árvai uradalom területén. 1580-ban „Polhora” néven említik először. 1604-ben Komorovszky lengyel nemes ütött rajta a falun, azt felégetve és lakóit elhurcolva. 1624-ben 70 lakosa volt. 1659-ben 459-en lakták. A kuruc háborúk során a falu újra elpusztult. 1715-ben 390 lakosa volt. 1778-ban 676-an lakták.
A 18. század végén Vályi András így ír róla: „POLHORA. Elegyes lengyel és tót falu Árva Vármegyében, földes Ura a’ Királyi Kamara, lakosai katolikusok, fekszik Beszkéd hegye alatt, Raptsának szomszédságában, mellynek filiája; nevezetesítette sós kútfője, melly a’ F. Kamarának parantsolattyára elrontatott; határjának soványsága miatt, negyedik osztálybéli.”
1828-ban 1449 lakosa volt. Lakói mezőgazdaságból, állattenyésztésből, házalásból éltek.
Fényes Elek 1851-ben kiadott geográfiai szótárában így ír a faluról: „Polhora, tót falu, Árva vmegyében, közel a gallicziai határszélhez: 1437 kath., 2 evang., 10 zsidó lak., kik elszórva laknak. Van harminczad hivatala, vendégfogadója, fűrészmalma 87 2/8 sessioja, és egy sós forrása, melly a golyva ellen hasznosnak itéltetik. Lakosai lent termesztenek, gyolcsot szőnek, különbféle fa eszközöket csinálnak. F. u. az árvai uradalom. Ut. p. Rosenberg.”
A trianoni diktátumig Árva vármegye Námesztói járásához tartozott.
A háború után fűrésztelepe nyílt és elterjedt volt a takácsmesterség. Lakói erdőgazdálkodással, mezőgazdasággal, faárukészítéssel, tutajozással foglalkoztak. Közúti határátkelőhely Lengyelország (Korbielów) felé.

## Népessége
| Év:            | 1994. | 2004.   | 2014.   | 2024.   |
| -------------- | ----- | ------- | ------- | ------- |
| Emberek száma: | 3305  | 3623    | 3874    | 4025    |
| Eltérés:       |       | +9,62 % | +6,92 % | +3,89 % |

| Év:            | 2023. | 2024.   |
| -------------- | ----- | ------- |
| Emberek száma: | 4014  | 4025    |
| Eltérés:       |       | +0,27 % |

1910-ben 1503, túlnyomórészt szlovák lakosa volt.
2001-ben 3523 lakosából 3496 szlovák volt.
2011-ben 3794 lakosából 3651 szlovák.

## Nevezetességei
Jézus Szentséges Szíve tiszteletére szentelt római katolikus temploma 1971-ben épült.

## Külső hivatkozások
- Hivatalos oldal
- Községinfó
- Polhora Szlovákia térképén
- E-obce.sk Archiválva 2008. február 7-i dátummal a Wayback Machine-ben